# Gesta Francorum
Gesta Francorum, celým názvem Gesta Francorum et aliorum Hierosolimitanorum, neboli Činy Franků, je latinsky psaná kronika, popisující události první křížové výpravy. Byla napsána v letech 1100–1101. O autorství kroniky se vedou spory, ovšem všeobecně se předpokládá že autorem byl přímý účastník tažení z vojska Bohemunda z Tarrentu. Originál této kroniky byl uložen v Jeruzalémě, ovšem nedochoval se do dnešních dnů. Existují pouze přepisy zničeného originálu, které jsou uložené v knihovnách a archivech po Evropě.
Děj kroniky nám popisuje události od počátku křižáckého hnutí, až po bitvu u Askalonu. Jsou zde poslány události jako příchod jednotlivých křižáckých velitelů do Konstantinopole, putování Anatolií, bitva u Dorylaia, dobytí Nykáje, dobytí Jeruzaléma, ale největší část kroniky popisuje situaci kolem dobývání Antiochie.
Celkově je kronika velmi hodnotný zdroj k první křížové výpravě, ovšem je psána ve prospěch italských Normanů, proto jsou jejich skutky zveličeny a další velitelé křižáckých vojsk jsou zde přehlíženi, nebo rovnou hanobeni, jako například Štěpán II. z Blois.